# Powiat nytyski
Powiat nytyski (powiat nowostawski) – dawny powiat ze stolicą w Nytychu (spolszczona wersja niemieckiej nazwy miasta Neuteich, obecnie Nowy Staw), istniejący w Polsce od maja do sierpnia 1945 roku w woj. gdańskim. Obejmował on część terenów obecnego powiatu malborskiego (woj. pomorskie).
Po zakończeniu II wojny światowej na mocy porozumień pomiędzy zwycięskimi mocarstwami, okolice Nytycha zostały przyłączone do Polski jako część tzw. Ziem Odzyskanych. Tymczasowa administracja polska została utworzona w Nytychu w maju 1945 roku i przejęła władzę nad powiatem nytyskim – delegatury starostwa powiatu gdańskiego. Powiat nytyski miał identyczne graniace co przedwojenny powiat Großes Werder, należący do Wolnego Miasta Gdańsk. Obejmował tereny położone na prawym brzegu Wisły, lecz bez pasa nadmorskiego. Terytorium trójkątnego powiatu wyznaczały granice: od zachodu na Wiśle, od północy na Szkarpawie i od wschodu na Nogacie. Ponadto do powiatu należał wąski pas brzegowy południowo-zachodniego Zalewu Wiślanego. Powiat obejmował dwa miasta (Nowy Dwór Gdański i Nytych) oraz 8 gmin.
Delegatura została przeniesiona 13 sierpnia 1945 roku do Nowego Dworu Gdańskiego, a powiat nytyski zintegrowany z powiatem gdańskim. Dopiero 1 stycznia 1949 Nowy Staw i okoliczne gminy zostały wyłączone z powiatu gdańskiego i włączone do powiatu malborskiego.